# Соковнина (Брянская область)
Соковнина (Соковнино; в старину также Саковнина, Соковники и др.) — деревня в Карачевском районе Брянской области, в составе Бошинского сельского поселения. 

Расположена в 4 км к юго-востоку от села Бошино. Население — 5 человек (2010).

## История
Упоминается с XVII века в составе Подгородного стана Карачевского уезда. В XVIII—XIX вв. — владение Кологривовых, затем Шеншиных, Хотяинцовых, Дубровольских; состояла в приходе села Зеленино.
До 1929 года входила в Карачевский уезд (с 1861 — в составе Бошинской волости, с 1924 в Вельяминовской волости). 
 С 1929 в Карачевском районе (с 1930-х гг. до 2005 — в Петровском сельсовете).

## Население
| Годы      | 1866 | 1887 | 1926 | 1979 | 1989 | 2002 | 2010 |
| --------- | ---- | ---- | ---- | ---- | ---- | ---- | ---- |
| Население | 119  | 157  | 217  | 48   | 23   | 9    | 5    |